# Eisenbahnunfall von Tolunda
Bei dem Eisenbahnunfall von Tolunda entgleiste aufgrund defekter Bremsen am 22. September 1994 bei Tolunda, Angola, ein Güterzug, der auf der Benguelabahn unterwegs war. Auf ihm reisten zahlreiche „blinde Passagiere“ mit. Der Zug stürzte in eine Schlucht. Dabei starben 300 Menschen.